# Чунгу-Маре
Чунгу-Маре (рум. Ciungu Mare) — село у повіті Хунедоара в Румунії. Входить до складу комуни Ромос.
Село розташоване на відстані 261 км на північний захід від Бухареста, 36 км на схід від Деви, 115 км на південь від Клуж-Напоки.

## Населення
За даними перепису населення 2002 року у селі проживали 167 осіб, усі — румуни. Усі жителі села рідною мовою назвали румунську.